# Rospuda Augustowska
Rospuda Augustowska – jezioro w Augustowie, w województwie podlaskim, położone na Równinie Augustowskiej.

## Położenie
Rospuda Augustowska leży w obszarze administracyjnym miasta Augustowa (od 1973). Brzegi jeziora stanowią jednocześnie granice miasta z gminami wiejskimi Augustów oraz Nowinka. W odległości ok. 200 m od jeziora przebiega droga krajowa nr 8 oraz linia kolejowa nr 40. Lasy wokół jeziora, będące częścią Puszczy Augustowskiej, położone są w Nadleśnictwie Szczebra.

## Charakterystyka
Rospuda ma kształt wydłużony z północnego zachodu na południowy wschód. W północnej części do jeziora wpada rzeka Rospuda. Na południu połączone jest z jeziorem Necko. Linia brzegowa jest rozwinięta. Brzegi są wysokie, w 100% porośnięte lasem. Dno jest słabo zróżnicowane. Najgłębszy punkt (10,5 m) znajduje się w środkowej części jeziora. Woda jeziora nie jest stratyfikowana. Wyspy na jeziorze mają powierzchnię 2 ha i długość linii brzegowej 400 metrów.
Rospuda bywa klasyfikowana razem z Neckiem jako jego odnoga.

## Hydronimia
Według urzędowego spisu opracowanego przez Komisję Nazw Miejscowości i Obiektów Fizjograficznych (KNMiOF) nazwa tego jeziora to Rospuda Augustowska. Przymiotnik odróżnia jezioro od innego akwenu o podobnej nazwie – Rospuda Filipowska.
Według Knuta Olofa Falka nazwa Rospuda wywodzi się z jaćwieskiej formy *Dau-spūda (dau – dużo, mocno, spūd – ciśnienie, naciskanie). Forma Dowspuda uległa uproszczeniu w Dospuda, a następnie nagłosowe dos- zrównało się z roz-, stąd obecna forma Rospuda. Dawna forma zachowała się w nazwie miejscowości Dowspuda.
Nazwa jeziora wzmiankowana jest w Regestrze spisania jezior Jego Królewskiej Mości z 1569: Iezioro Dowspuda pod Augusztowem.

## Jakość i czystość wód
Badania jakości wód Rospudy Augustowskiej według obecnie obowiązującej metodologii przeprowadzono w 2009. Zarówno pod względem stanu ekologicznego, jak i chemicznego jezioro zaliczono do II klasy (stan dobry). Nie zarejestrowano bezpośrednich źródeł zanieczyszczeń.
Wpływ zlewni na jezioro jest bardzo duży. Współczynnik Schindlera wynosi 142, co oznacza III (najwyższą) kategorię podatności na degradację. W przypadku Rospudy Augustowskiej głównymi czynnikami antropopresji (działań człowieka wpływających na środowisko przyrodnicze) są: rolnictwo i rekreacja.
Poprzednie badania z 2002 według ówczesnej metodyki zakwalifikowały jezioro do III klasy czystości.

## Ochrona przyrody
Rospuda Augustowska leży w Obszarze Chronionego Krajobrazu „Puszcza i Jeziora Augustowskie”, na północy przylega zaś do Obszaru Chronionego Krajobrazu „Dolina Rospudy”.

## Strefa ciszy
Jezioro objęte jest zakazem pływania jednostkami pływającymi przy użyciu silnika spalinowego w okresie od 15 czerwca do 15 września każdego roku (tzw. strefa ciszy), z wyjątkiem jednostek przeznaczonych do: ratownictwa, utrzymania porządku, prac technicznych, inspekcji lub kontroli, gospodarki rybackiej, przewozów pasażerskich lub wycieczkowych, uprawiania żeglarstwa i korzystających z silnika spalinowego przy bezwietrznej pogodzie i prędkości do 5 km/godz.

## Gospodarka rybacka
Zgodnie z rozporządzeniem Dyrektora Regionalnego Zarządu Gospodarki Wodnej w Warszawie z 6 grudnia 2005 Rospuda Augustowska należy do obwodu rybackiego „Jezioro Necko, Kanał Augustowski – nr 4”. Jeziorem gospodaruje Gospodarstwo Rybackie PZW Suwałki. Gatunki ryb żyjące w jeziorze to: szczupak, okoń, węgorz, sum, płoć, leszcz, kleń i jaź.

## Turystyka
Nad Rospudą Augustowską znajduje się niewiele ośrodków wypoczynkowych. Na półwyspie przy połączeniu z jeziorem Necko leży Ośrodek Wczasowy Klonownica. Na półwyspie Goła Zośka położone jest pole namiotowe oraz domki letniskowe.
Po jeziorze kursują statki pasażerskie Żeglugi Augustowskiej, odbywają się też rejsy gondolami oraz katamaranem. Wzdłuż brzegu jeziora przebiega niebieski szlak rowerowy rzeki Rospudy. Jezioro jest też końcowym punktem szlaku kajakowego rzeki Rospudy.